# Feldeffekttransistor
Feldeffekttransistoren (FETs) sind eine Gruppe von Transistoren, bei denen im Gegensatz zu den Bipolartransistoren nur ein Ladungstyp am elektrischen Strom beteiligt ist – abhängig von der Bauart: Elektronen oder Löcher bzw. Defektelektronen. Sie werden bei tiefen Frequenzen – im Gegensatz zu den Bipolartransistoren – weitestgehend leistungs- bzw. verlustfrei geschaltet. Die am weitesten verbreitete Art des Feldeffekttransistors ist der MOSFET (Metall-Oxid-Halbleiter-Feldeffekttransistor).

Anschlüsse und Dotierungen im Substrat eines n-Kanal-MOSFET

Entdeckt wurde das Prinzip des Feldeffekttransistors im Jahr 1925 von Julius Lilienfeld. Damals war es aber noch nicht möglich, einen solchen FET auch tatsächlich herzustellen. Halbleitermaterial der notwendigen Reinheit als Ausgangsmaterial kommt in der Natur nicht vor und Methoden zur Erzeugung hochreinen Halbleitermaterials waren noch nicht bekannt. Insofern waren auch die speziellen Eigenschaften von Halbleitern noch nicht ausreichend erforscht. Erst mit der Herstellung hochreiner Halbleiterkristalle (Germanium) Anfang der 1950er Jahre wurde dieses Problem gelöst. Aber erst durch die Silizium-Halbleitertechnologie (u. a. thermische Oxidation von Silizium) in den 1960er Jahren konnten erste Labormuster des FET hergestellt werden.
Feldeffekttransistoren sind heute weit verbreitete Transistoren und die wichtigste aktive Komponente in vielen integrierten Schaltkreisen. Sie haben einen geringeren Stromverbrauch und einen hohen Eingangswiderstand, der für den Betrieb vieler Geräte erforderlich ist. Sie sind Halbleiterbauelemente mit einem halbleiterbasierten Kanal, der mit zwei Elektroden verbunden ist. Die beiden Elektroden, drain („Senke“, „Abfluss“) und Source („Quelle“, „Zufluss“), sind mit den Enden verbunden. Eine dritte Elektrode, Gate („Tor“, „Gatter“), steuert den Stromfluss zwischen den zwei anderen Elektroden. Feldeffekttransistoren werden je nach Betriebsart in zwei Typen eingeteilt: Anreicherungsmodus (englisch: enhancement mode) und Verarmungsmodus (englisch: depletion mode). Dabei hängt es davon ab, ob die am Gate angelegte Spannung den Stromfluss durch den Kanal erhöht oder verringert. Das Prinzip des Feldeffekttransistors basiert auf der Möglichkeit, dass Ladung auf einem nahegelegenen Objekt Ladungen in einen Halbleiterkanal ziehen kann. Er funktioniert im Wesentlichen über einen elektrischen Feldeffekt.

## Geschichte

### Laborversuche
Die erste konkrete Beschreibung eines unbeheizten Bauelements mit Eigenschaften ähnlich einer Elektronenröhre geht auf Julius Lilienfeld im Jahr 1925 zurück. Damals fehlten aber die Technologien, diese Vorschläge zu realisieren. In der Folgezeit erhielt Lilienfeld 1928 ein Patent auf eine Konstruktion, die dem heutigen IGFET nahekam.
Im Jahr 1934 meldete der deutsche Physiker Oskar Heil den ersten Feldeffekttransistor zum Patent an. Weitere Versuche gab es von Holst und Geal 1936 und von Rudolf Hilsch und Robert Wichard Pohl 1938, Realisierungen sind aber nicht bekannt.
Die Beschreibung des ersten JFETs mit p-n-Übergang durch Herbert Mataré, Heinrich Welker und parallel dazu William B. Shockley und Walter H. Brattain erfolgte 1945 vor Erfindung des Bipolartransistors 1948. Bis in die 1960er Jahre gab es aus technologischen Gründen Feldeffekttransistoren nur in Laboratorien.

### Serienreife
Wegen anfänglich noch auftretender Probleme mit bipolaren Transistoren begann ab ca. 1955 eine eingehendere Forschungstätigkeit zu Halbleiteroberflächen sowie die Entwicklung von Fertigungsverfahren, die erste Feldeffekttransistoren zur Serienreife brachten.
Mehrere Wissenschaftler und Ingenieure leisteten hier Pionierarbeit, u. a. der Südkoreaner Dawon Kahng und der Ägypter Martin M. Atalla. Ihre Arbeit bei den Bell Telephone Laboratories mündete ab 1960 in mehrere Patente. Die erste Patentanmeldung im deutschsprachigen Raum zur Fertigung serienreifer Feldeffekttransistoren erfolgte am 19. Mai 1961 beim DPMA mit dem Titel: Halbleitereinrichtung (später Verstärkendes Halbleiterbauelement genannt).
Zu heutigen Herstellungsverfahren von Feldeffekttransistoren zählt insbesondere die Planartechnik und die FinFET-Technik.

## Funktionsweise

Das Grundprinzip

Im Gegensatz zu den stromgesteuerten Bipolartransistoren sind Feldeffekttransistoren spannungsgesteuerte Schaltungselemente. Die Steuerung erfolgt über die Gate-Source-Spannung, welche zur Regulation des Kanalquerschnittes bzw. der Ladungsträgerdichte dient, d. h. des Halbleiter-Widerstands, um so die Stärke eines elektrischen Stromes zu schalten oder zu steuern.
Der FET verfügt über drei Anschlüsse:
- Source (englisch für „Quelle“, „Zufluss“)
- Gate (englisch für „Tor“, „Gatter“) – der Steuerelektrode
- Drain (englisch für „Senke“, „Abfluss“)

Beim MOSFET kann ein vierter Anschluss Bulk (Substrat) vorhanden sein. Dieser wird bei Einzeltransistoren bereits intern mit dem Source-Anschluss verbunden und nicht extra beschaltet.
Die Steuerung bzw. Verstärkung des Stromflusses zwischen Drain und Source geschieht durch gezieltes Vergrößern und Verkleinern leitender und nichtleitender Gebiete des Halbleitermaterials (Substrat). Das im Vorfeld p- und n-dotierte Halbleitermaterial wird dabei durch die angelegte Spannung bzw. das dadurch entstehende elektrische Feld entweder verarmt oder mit Ladungsträgern angereichert.
Der entscheidende schaltungstechnische Unterschied zum bipolaren Transistor besteht in der bei niedrigen Frequenzen praktisch leistungslosen Ansteuerung des FET, es wird lediglich eine Steuerspannung benötigt.
Ein weiterer Unterschied ist der Ladungstransport in dem unipolaren Source-Drain-Kanal. Diese Tatsache ermöglicht prinzipiell einen inversen Betrieb des FET, d. h., Drain und Source können vertauscht werden. Allerdings trifft das nur auf sehr wenige FET zu, weil die meisten Typen sowohl unsymmetrisch aufgebaut als auch die Anschlüsse Bulk und Source intern verbunden sind. Zudem kann der unipolare Kanal als bidirektionaler Widerstand benutzt werden und somit nicht nur Gleich-, sondern auch Wechselströme beeinflussen, was z. B. bei Dämpfungsschaltungen (Abschwächer, Muting) genutzt wird.
Je nach Art des FET kommen unterschiedliche Effekte zum Einsatz, um die Leitfähigkeit der Gebiete zu steuern.
Aufgrund der unterschiedlichen Eigenschaften von Bipolar- sowie Feldeffekttransistoren wurden 1984 auf Basis von MISFETs der Bipolartransistor mit isolierter Gateelektrode (englisch insulated-gate bipolar transistor, IGBT) entwickelt. Er stellt eine Kombination von Feldeffekttransistor und Bipolartransistor dar, ist aber im Einsatzbereich auf höhere Betriebsspannungen limitiert.

### Sperrschichtfeldeffekttransistor (JFET)

Schema eines n-Kanal-JFET

Beim Sperrschicht- oder Junction-Feldeffekttransistor (JFET oder SFET) wird der Stromfluss durch den zwischen Drain und Source liegenden Stromkanal mithilfe einer Sperrschicht (vgl. p-n-Übergang, englisch junction) zwischen Gate und dem Kanal gesteuert. Das ist möglich, da die Ausdehnung der Sperrschicht und damit die Größe der Einschnürung des Stromkanals von der Gate-Spannung abhängig ist (siehe auch Raumladungszone).
Analog zum Isolierschicht-Feldeffekttransistor (IGFET, MISFET, MOSFET) wird die Gruppe der Sperrschicht-Feldeffekttransistoren (JFET) auch als NIGFET (englisch non insulated-gate field-effect transistor) also Feldeffekttransistor ohne isoliertes Gate bezeichnet. Man unterscheidet im Wesentlichen folgende Feldeffekttransistorarten (ohne isoliertes Gate, NIGFETs):
- Sperrschicht-Feldeffekttransistor (JFET)
  - high-electron-mobility transistor (HEMT)
  - Metall-Halbleiter-Feldeffekttransistor (MESFET, auch Schottky-Feldeffekt-Transistor genannt)

### Isolierschichtfeldeffekttransistor (IGFET, MISFET, MOSFET)

Schema eines n-Kanal-MOSFET (mit bereits ausgebildetem, leitendem Kanal zwischen Source und Drain)

Bei einem Isolierschicht-Feldeffekttransistor (IGFET, von engl. insulated gate FET, auch Feldeffekttransistor mit isoliertem Gate genannt), trennt eine elektrisch nichtleitende Schicht die Steuerelektrode (gate) vom sogenannten Kanal, dem eigentlichen Halbleitergebiet in dem später der Transistorstrom zwischen Source und Drain fließt. Der übliche Aufbau eines solchen Transistors besteht aus einer Steuerelektrode aus Metall, einer elektrisch isolierenden Zwischenschicht und dem Halbleiter, also einer Metall-Isolator-Halbleiter-Struktur. Transistoren des Aufbaus werden daher Metall-Isolator-Halbleiter- (MISFET, engl. metal insulator semiconductor FET) oder – wenn ein Oxid als Nichtleiter eingesetzt wird – Metall-Oxid-Halbleiter-Feldeffekttransistor (MOSFET, engl. metal oxide semiconductor FET) genannt.
Der Stromfluss im Kanal wird dabei über das elektrische Potential am Gate gesteuert, genauer der Spannung {\displaystyle U_{GB}} zwischen Gate und Bulk bzw. Substrat. Das Gatepotential beeinflusst die Konzentration der Ladungsträgerarten (Elektronen, Defektelektronen) im Halbleiter, vgl. Inversion, und ermöglicht bzw. verhindert je nach Aufbau den Stromfluss zwischen Source und Drain. Beispielsweise werden bei einem n-Kanal-IGFET von Anreicherungstyp mit steigender Spannung {\displaystyle U_{GB}} zuerst die Defektelektronen, d. h. die vormaligen Majoritätsladungsträger, verdrängt und es bildet sich durch Ladungsträgerverarmung ein nichtleitendes Gebiet. Steigt die Spannung weiter, kommt es zur Inversion, das p-dotierte Substrat unterhalb des Gates wird n-leitend und bildet einen leitfähigen Kanal zwischen Source und Drain, dessen Majoritätsladungsträger nun Elektronen sind. Auf diese Weise steuert die Spannung zwischen Gate und Bulk den Stromfluss zwischen Source und Drain.
Aus technologischen Gründen hat sich hier die Werkstoffkombination Siliziumdioxid-Silizium durchgesetzt. Deshalb fand in den Anfangsjahren der Mikroelektronik der Begriff MOSFET große Verbreitung und wird auch heute noch als Synonym für die Allgemeinere Bezeichnung MISFET oder gar IGFET genutzt.
Man unterscheidet im Wesentlichen folgende Feldeffekttransistorarten (mit isoliertem Gate, IGFETs):
- Metall-Isolator-Halbleiter-Feldeffekttransistor (MISFET)
  - Metall-Oxid-Halbleiter-Feldeffekttransistor (MOSFET)
  - Organischer Feldeffekttransistor (OFET)
- chemisch sensitiver Feldeffekttransistor (englisch chemical field-effect transistor, ChemFET)
  - Ionensensitiver Feldeffekttransistor (ISFET)
  - Enzym-Feldeffekttransistor (ENFET)
  - electrolyte-oxide-semiconductor field-effect transistor (EOSFET)
- Kohlenstoff-Nanoröhren-Feldeffekttransistor (CNTFET)

## Kenngrößen
Der Widerstandskanal erstreckt sich von Source bis Drain. Die Stromstärke am Drain steigt linear mit der Spannung an Drain an. Die Spannung am Gate und Drain ist ausreichend hoch, um den Widerstandskanal abzuschnüren. Die Stromstärke am Drain bleibt bei steigender Spannung konstant. Die Sättigungsspannung {\displaystyle V_{Dsat}} am Drain steigt, wenn die Spannung am Gate von der statischen Abschnürspannung {\displaystyle V_{p}} gegen 0 geht. Für den Einsatz in Verstärkern sind die Eigenschaften im Sättigungsbereich wichtig. Bei gleichmäßiger Dotierstoffverteilung im Kanal ist die Abhängigkeit der Stromstärke am Drain von der Spannung am Gate
{\displaystyle I_{D}=I_{DSS}\cdot \left(1-3\cdot \left({\frac {V_{G}+V_{bi}}{V_{P}}}\right)+2\cdot \left({\frac {V_{G}+V_{bi}}{V_{P}}}\right)^{\frac {3}{2}}\right)}
wobei der Sättigungsstrom am Drain
{\displaystyle I_{DSS}={\frac {1}{6\cdot \varepsilon }}\cdot \mu \cdot (q_{e}\cdot N_{ch})^{2}\cdot d^{3}\cdot {\frac {W}{L}}}
durch die Trägerbeweglichkeit {\displaystyle \mu }, den Dotierungsgrad im Kanal {\displaystyle N_{ch}} sowie die Kanaltiefe {\displaystyle d}, Kanalbreite {\displaystyle W} und Kanallänge {\displaystyle L} bestimmt wird. {\displaystyle \varepsilon } ist die Dielektrizitätskonstante.

## Typen und Schaltzeichen

Grundtypen von Feldeffekttransistoren

Grundsätzlich können vier unterschiedliche Typen von MOSFETs konstruiert werden, selbstleitende und selbstsperrende mit einem p- bzw. n-Kanal. Die üblicherweise für die Kennzeichnung von Dotierungen genutzten Zeichen n und p stehen hier jedoch nicht für eine Dotierung (beispielsweise für den Kanal), sondern kennzeichnet die Art der Majoritätsladungsträger, das heißt die Ladungsträger, die für den Transport des elektrischen Stroms genutzt werden. Hierbei steht n für Elektronen und p für Defektelektronen als Majoritätsladungsträger.
Als Schaltzeichen werden im deutschsprachigen Raum meist die nebenstehend abgebildeten Schaltzeichen mit den Anschlüssen für Gate, Source, Drain und Body/Bulk (mittiger Anschluss mit Pfeil) genutzt. Dabei kennzeichnet die Richtung des Pfeils am Body/Bulk-Anschluss die Kanal-Art, das heißt die Majoritätsladungsträgerart. Hierbei kennzeichnet ein Pfeil zum Kanal einen n-Kanal- und ein Pfeil weg vom Kanal einen p-Kanal-Transistor. Ob der Transistor selbstsperrend oder selbstleitend ist, wird wiederum über eine gestrichelte („Kanal muss erst invertiert werden“ – Anreicherungstyp, selbstsperrend) bzw. eine durchgängige („Strom kann fließen“ – Verarmungstyp, selbstleitend) Kanallinie dargestellt. Darüber hinaus sind aber vor allem im internationalen Umfeld auch weitere Zeichen üblich, bei denen der üblicherweise mit Source verbundene Body/Bulk-Anschluss nicht dargestellt wird.

### Grundschaltungen
Entsprechend wie bei bipolaren Transistoren mit ihren Grundschaltungen Emitter-, Kollektor- und Basisschaltung gibt es bei FETs Grundschaltungen, bei denen jeweils einer der Anschlüsse signalmäßig auf Masse gelegt ist und die anderen beiden als Eingang bzw. als Ausgang fungieren.

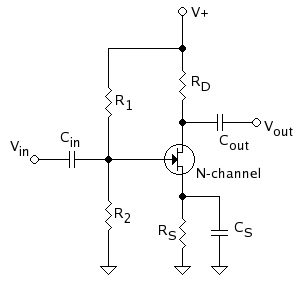
Common-Source-Schaltung (entspricht Emitterschaltung)
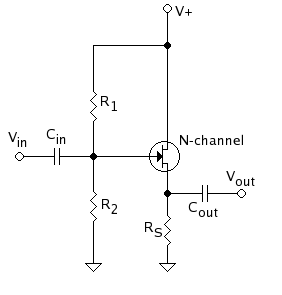
Common-Drain-Schaltung (entspricht Kollektorschaltung)
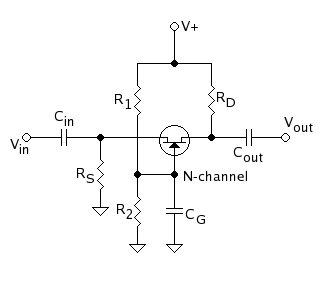
Common-Gate-Schaltung (entspricht Basisschaltung)

## Anwendungsgebiete
Der Einsatz der verschiedenen Bauformen der Feldeffekttransistoren ist vor allem abhängig von den Ansprüchen an Stabilität und Rauschverhalten. Grundsätzlich gibt es Feldeffekttransistoren für alle Einsatzgebiete, dabei werden jedoch die IGFETs eher in der Digitaltechnik eingesetzt, JFETs eher in der Hochfrequenztechnik.
Leistungs-MOSFET sind Bipolartransistoren hinsichtlich Schaltgeschwindigkeit und Verlusten insbesondere bei Spannungen bis ca. 950 V (Super-Mesh-V-Technologie) überlegen. Sie werden daher in Schaltnetzteilen und Schaltreglern eingesetzt. Aufgrund der damit möglichen hohen Schaltfrequenzen (bis ca. 1 MHz) lassen sich kleinere induktive Bauteile einsetzen.
Des Weiteren sind sie in Form von so genannten „intelligenten“, das heißt mit integrierten Schutzschaltungen versehenen, Leistungsschaltern im Automotive-Bereich verbreitet. Darüber hinaus finden sie Anwendung als HF-Leistungsverstärker meist gefertigt in Bauformen mit speziellen Kennlinien und Gehäusen. Klasse-D-Audioverstärker arbeiten in den PWM-Schaltstufen mit MOSFETs.